# ساندر وسترفلد
ساندر وسترفلد (هلندی: Sander Westerveld؛ زادهٔ ۲۳ اکتبر ۱۹۷۴) یک بازیکن فوتبال اهل هلند است.

## تیم ملی
وی همچنین در تیم ملی فوتبال هلند بازی کرده است.